# Maxmilián Egon z Fürstenbergu
Maxmilián Egon princ z Fürstenbergu (německy Maximilian Egon Prinz zu Fürstenberg, 31. března 1896 Praha – 6. dubna 1959 Donaueschingen) byl česko-německý šlechtic z knížecího rodu Fürstenbergů.

## Život
Maxmilián Egon z Fürstenbergu, celým jménem Maxmilián Egon Maria Ervín Lev František Amos Václav Hubert princ z Fürstenbergu, byl syn prince Maxmiliána Egona II. z Fürstenbergu a jeho manželky Irmy hraběnky ze Schönborn-Buchheimu. Narodil se a vyrůstal v Praze, kde navštěvoval gymnázium a německou univerzitu.
Měl čtyři sourozence, dva bratry a dvě sestry. Nejstarší Karl Egon se po smrti otce stal hlavou rodu Fürstenbergů, majetek v Donaueschingenu však přenechal rodině Maxmiliána Egona. Nejmladší bratr Bedřich Eduard z Fürstenbergu padl v první světové válce. Maxmilián Egon byl za války kapitánem. Otec jej pověřil správou českých rodových statků. V roce 1934 je Maxmilián prodal a odešel do Donaueschingenu, kde se zpočátku staral o knížecí umělecké sbírky.
Po převzetí moci nacisty v Německu vstoupil 1. června 1934 do NSDAP (členské číslo 3 454 652, Bádenská župa).
Po válce se věnoval obnově kulturního života v Bádensku. Stál u založení hudebního festivalu Donaueschinger Musiktage, který se brzy stal významným na poli moderní hudby. Byl také poválečným předsedou šlechtického sdružení v Badenu a od konce dubna 1954 prvním předsedou nově založeného Svazu německých šlechtických spolků (VdDA).
Byl ženatý s Wilhelmine hraběnkou ze Schönburg-Glauchau (1902–1964). Měli spolu tři syny a dvě dcery.
- 1. Marie Josefa (23. 4. 1922 Beuron – 7. 7. 2008 Baden-Baden), manž. 1943 hrabě Günther z Hardenbergu (14. 2. 1918 Schwedt – 19. 1. 1985 Baden-Baden)[6]
- 2. Jáchym Egon (28. 6. 1923 Dřevíč – 9. 7. 2002 Donaueschingen), manž. 1947 hraběnka Paula zu Königsegg-Aulendorf (22. 5. 1926 Aulendorf – 6. 1. 2019 Donaueschingen)[7]
- 3. Bedřich Maximilián (26. 7. 1926 Wechselburg – 2. 11. 1969 Vídeň), manž. 1960 Tereza z Lippe-Weissenfeldu (21. 7. 1925 Vídeň – 16. 7. 2008 Beuron)[8][9]
- 4. Karel Egon (17. 9. 1728 Praha – 10. 1. 1952 Como), svobodný a bezdětný[10]
- 5. Žofie Antoinetta (10. 2. 1934 Tübingen – 14. 1. 1991 Mnichov), manž. 1954 hrabě Filip Konstantin z Berckheimu (20. 9. 1924 Mannheim – 6. 10. 1984 Weinheim), rozvedli se v roce 1967[11]

Fürstenberg byl čestným doktorem univerzity ve Freiburgu, sběratel umění a propagátor festivalu moderní hudby Donaueschinger Musiktage.
Zemřel na mrtvici 6. dubna 1959 u svého pracovního stolu v Donaueschingenu. Byl pohřben do Fürstenberské hrobky v klášteře Maria Hof v Neudingenu.